# Squeeze (band)

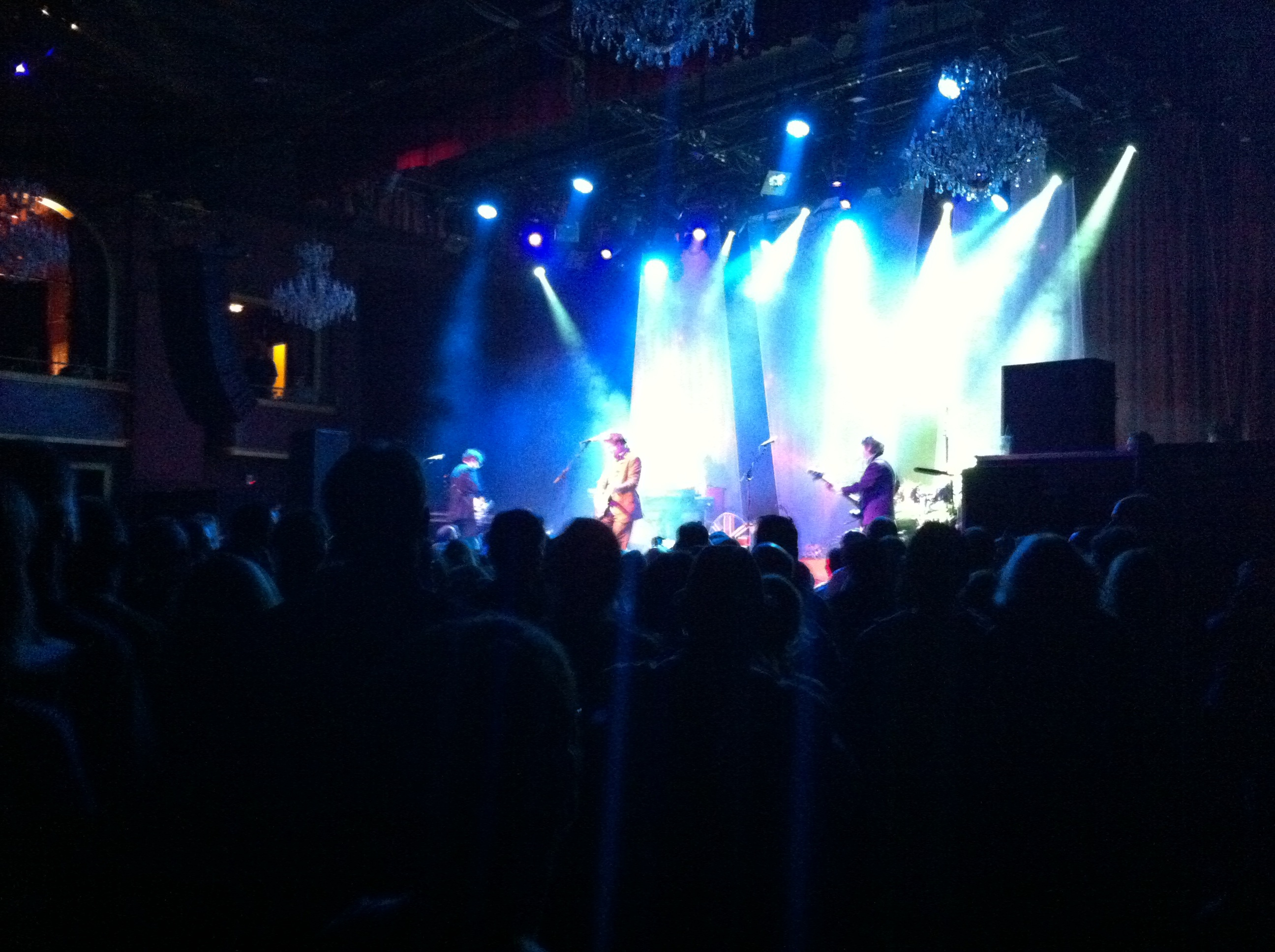
Squeeze

Squeeze is een Britse pop/rock-band uit Londen. De band heeft drie bestaansperiodes; van 1974 tot 1982, van 1985 tot 1999 en van 2007 tot nu.
De oorspronkelijke leden waren Chris Difford (gitaar, zang), Glenn Tilbrook (zang, gitaar), Jools Holland (piano), en Paul Gunn (drums). De bezetting veranderde daarna regelmatig.
Bekende singles waren Cool for Cats (1979), Tempted en Labelled with Love.
East Side Story, waarschijnlijk het meest succesvolle album van Squeeze, kwam uit in 1981 en werd geproduceerd door Elvis Costello en Roger Bechirian. Paul Carrack, vervanger van Jools Holland, zong de hit Tempted alvorens zelf ook op te stappen.
In 1982 werd Squeeze opgeheven omdat de bandleden naar eigen zeggen aan nieuwe uitdagingen toe waren. Drie jaar later kwamen ze dan toch weer bij elkaar. Hourglass werd in 1987 een hit.
In 1994 werd er nog eenmaal getoerd in de bezetting van East Side Story. In 1995 en 1996 scoorde de band in Engeland hits met zomerse nummer This Summer en de ballad Heaven Knows.
In 2004, vijf jaar na de tweede breuk, deed muziekzender VH1 in 2004 een vergeefse poging om de oorspronkelijke bezetting weer bij elkaar te krijgen.
In 2007 kwam er dan toch een reünie; Jools Holland deed niet mee omdat hij het druk had met zijn Rhythm & Blues Orchestra.
In december 2021 gaf Squeeze veertien concerten als voorprogramma van Madness.

## Discografie

### Studioalbums
- U.K. Squeeze, 1978
- Cool for Cats, 1979
- Argybargy, 1980
- East Side Story, 1981
- Sweets From A Stranger, 1982
- Cosi Fan Tutti Frutti, 1985
- Babylon and On, 1987
- Frank, 1989
- Play, 1991
- Some Fantastic Place, 1993
- Ridiculous, 1995
- Domino, 1998

### Compilaties/live
- Singles - 45's and Under (compilatie), 1982
- Classics, Vol. 25 (compilatie), 1987
- A Round and a Bout (live), 1990
- Greatest Hits (compilatie), 1992
- Piccadilly Collection (compilatie), 1996
- Excess Moderation (compilatie), 1996
- Six Of One... (box set), 1997
- Master Series (compilatie), 1998
- Live at the Royal Albert Hall (live), 1999
- Up The Junction (compilatie), 2000
- Big Squeeze: The Very Best Of Squeeze (compilatie), 2002

### Hitnoteringen
| Single met eventuele hitnotering(en) in de Nederlandse Top 40 | Datum van verschijnen | Datum van binnenkomst | Hoogste positie | Aantal weken | Opmerkingen |
| ------------------------------------------------------------- | --------------------- | --------------------- | --------------- | ------------ | ----------- |
| Cool for Cats                                                 | 1979                  | 05-05-1979            | 39              | 3            |             |
| Labelled with Love                                            | 1981                  | 05-12-1981            | tip4            | 5            |             |
| Hourglass                                                     | 1987                  | 19-09-1987            | tip5            | 6            |             |